# 팔멜롭시스과
팔멜롭시스과(Palmellopsidaceae)는 녹조강 클라미도모나스목에 속하는 녹조류과의 하나이다. 13속 49종으로 이루어져 있다.

## 하위 속
| - Apiococcus - Asterococcus - Chlamydocapsa - Gloeococcus - 글로이오덴드론속 (Gloeodendron) - Nautocapsa - 팔멜롭시스속 (Palmellopsis) | - Ploeotila - Pseudosphaerocystis - Pseudotetraspora - Schizodictyon - Sphaerellocystis - Tetrasporidium |